# Yootha Joyce
Yootha Joyce Needham (Wandsworth, 20 agosto 1927 – Londra, 24 agosto 1980) è stata un'attrice britannica, star della televisione.
È nota soprattutto per aver interpretato il ruolo di Mildred Roper nella popolare serie George e Mildred, molto famosa alla fine degli anni settanta.

## Biografia

### Gli esordi
Esordì nei primi anni sessanta dapprima in teatro, nella compagnia Joan Littlewood's Theatre Workshop, nella quale ebbe come compagni di lavoro Sean Connery, Michael Caine e Brian Murphy (suo futuro marito nella finzione televisiva).
Conobbe un buon successo in diverse serie televisive, tra cui Corrigan Blake, del 1963, Benny Hill, 1964, Z Cars, The Wednesday Play del 1968 e Dixon of Dock Green del 1969.
Si fece notare anche al cinema: nel 1966 apparve nel film di Fred Zinnemann Un uomo per tutte le stagioni e nel 1971 nell'horror Mercanti di carne umana.

### George & Mildred
Nel 1973 fu scelta per interpretare il ruolo di Mildred Roper nella sitcom inglese Un uomo in casa. La serie divenne uno dei più grandi successi televisivi britannici degli anni settanta, ottenendo grande popolarità anche in Italia. Dalla costola di Un uomo in casa, durata 3 anni, venne successivamente creato nel 1976 lo spin-off George e Mildred, incentrato sulle divertenti vicende quotidiane di una coppia di mezz'età, i coniugi Roper, già apparsi come co-protagonisti nell'altra serie. George Roper (Brian Murphy), pigro, svogliato e perennemente disoccupato, ama stare sulla poltrona di casa a leggere e guardare la tv, mentre la più ambiziosa Mildred vorrebbe crearsi un'aura di rispettabilità sociale, ma, anche a causa del carattere del marito, le sue ambizioni vengono regolarmente frustrate. Sposati da 25 anni, vivono in una austera villetta in un quartiere di Londra, dove i vicini, i coniugi Fourmile, li sopportano, nel bene e nel male. La serie andò avanti per 5 stagioni, per un totale di una quarantina di episodi, ed ebbe un buon successo anche in Italia a cavallo fra la fine degli anni settanta e i primi anni ottanta.

### La malattia e la morte
Nonostante nella finzione televisiva della serie tv George e Mildred fosse il marito ad essere alcolista, nella realtà era proprio la Joyce ad avere problemi di alcolismo. Fin da giovane amava bere un bicchiere ogni tanto, ma durante le ultime stagioni della serie, la dipendenza dalla sostanza degenerò. L'assunzione massiccia di alcolici portò la Joyce a contrarre una grave forma di epatite, che la condusse a un veloce deperimento fisico e poi alla morte, avvenuta a soli 53 anni nell'estate del 1980.
Quando morì, al suo capezzale c'era l'attore Brian Murphy, suo marito nella finzione, che le era rimasto accanto per tutto il periodo della malattia.

### Vita privata
L'attrice, che non ebbe figli, si sposò una volta sola, nel 1956, con il collega Glynn Edwards, dal quale si separò nel 1968.

## Filmografia parziale

### Cinema
- Frenesia del piacere (The Pumpkin Eater), regia di Jack Clayton (1964)
- Una notte per morire (Fanatic), regia di Silvio Narizzano (1965)
- Prendeteci se potete (Catch Us If You Can), regia di John Boorman (1965)
- La truffa che piaceva a Scotland Yard (Kaleidoscope), regia di Jack Smight (1966)
- Un uomo per tutte le stagioni (A Man for All Seasons), regia di Fred Zinnemann (1966)
- Uno sconosciuto in casa (Stranger in the House), regia di Pierre Rouve (1967)
- Tutte le sere alle nove (Our Mother's House), regia di Jack Clayton (1967)
- L'errore di vivere (Charlie Bubbles), regia di Albert Finney (1967)
- Frammenti di paura (Fragment of Fear), regia di Richard C. Sarafian (1970)
- The Night Digger, regia di Alastair Reid (1971)

### Televisione
- Dixon of Dock Green – serie TV, 5 episodi (1964-1969)
- Il Santo (The Saint) – serie TV, episodio 5x03 (1966)
- Agente speciale (The Avengers) – serie TV, episodio 5x14 (1967)
- Un uomo in casa (Man About the House) – serie TV, 39 episodi (1973–1976)
- George e Mildred (George & Mildred) – serie TV, 38 episodi (1976-1979)

## Doppiatrici italiane
- Anna Miserocchi in Una notte per morire, Un uomo in casa, George e Mildred
- Wanda Tettoni in Un uomo per tutte le stagioni